# Lista emulatorów
Lista programów komputerowych emulujących automaty, konsole, komputery i procesory.

## Automaty do gry (arcade)
- Calice – emulator CPS-1
- CPS3 Emulator – emulator CPS-3
- Crystal System Emulator – emulator automatów Crystal System
- Daphne – emulator automatów korzystających z nośników laserdisc
- DSP – emuluje kilka automatów
- FinalBurn
  - Final Burn Alpha – emuluje gry wydane na automaty: CPS-1&2, Cave, Neo Geo, Toaplan, Taito Rainbow Islands/Operation Wolf/Rastan oraz Psikyo 68EC020, łącznie z automatami bazowanymi na tym boardzie
  - Final Burn Evolution
- Hornet – emulator automatów Konami Hornet
- Kawaks – emulator automatów CPS-1, CPS-2 i Neo Geo.
- PinMAME – Pinball Multiple Arcade Machine Emulator
  - PinMAME32
  - Visual PinMAME
- MAME – Multiple Arcade Machine Emulator
  - AGEMAME
  - MadeInMame32
  - Mame32
  - MAME32FX
  - MAME GP2X – port emulatora MAME dla GP2X
  - MAME GP32 -port emulatora MAME dla GP32
  - MAME OS X
  - MAME Plus!
  - PalmMAME – port emulatora MAME dla Palm OS
  - SDLMAME
  - VectorMAME
  - WolfMAME
  - xmame
  - ZetaMAME32
- Mjolnir – emulator Namco System 21 oraz Namco System 22
- Model 2 Emulator – emulator gier, które zostały wydane na automat Sega Model 2
- Modeler – emulator Sega System 32 oraz Sega System 32 Multi
- Nebula – emulator obsługuje gry z automatów: CPS-1&2, Neo Geo, Konami i PolyGame Master
- Raine
- Shark Emulator – emulator głównie automatów Toaplan dla Windows
- Sledgehammer – emulator Namco System 21
- Sparcade – jeden z najstarszych emulatorów
- viva nonno – emulator Namco System 22
- WinUAE – oprócz komputerów Amiga i konsoli Amiga CD32 emuluje również automaty Arcadia Multi Select System
- Xcade (PalmOS)
- ZiNc – emulator automatów bazowanych na Sony Playstation

## Konsole
- 3DO Interactive Multiplayer
  - FreeDO
- Amiga CD32
  - WinUAE
  - Akiko
- Arcadia 2001
  - 2001
  - AmiArcadia (Amiga)
  - Emulator2001 (MacOS)
  - WinArcadia (Windows)
- Atari 2600
  - Atari Retro (Palm OS, Pocket PC, Microsoft Smartphone, Zodiac)
  - EMU7800
  - PC Atari (Windows)
  - Stella (DOS, Linux, Unix, Windows, MacOS)
    - DCStella (port emulatora Stella dla konsoli Dreamcast)
    - GP2X-2600 (port emulatora Stella dla GP2X)
    - PSP2600 (port emulatora Stella dla PSP)
    - StellaDS (port emulatora Stella dla Nintendo DS)

  - VCS32 (GP32)
  - z26 (DOS, Linux, Windows)
- Atari 5200
  - Jum52
  - kat5200
- Atari 7800
  - EMU7800
  - ProSystem
    - GP2X-7800 (port emulatora ProSystem dla GP2X)
    - PSP7800 (port emulatora ProSystem dla PSP)

  - V7800
- Atari Jaguar
  - Jaggy
  - Jagulator
  - Project Tempest
  - Virtual Jaguar (Windows)
- Casio PV-1000
  - ePV-1000
- ColecoVision
  - blueMSX
  - ColEm (Unix, Macintosh, OS/2, MSDOS, PalmOS5, Acorn, PocketPC, Dreamcast, PC98, Xfree86-OS/2)
    - GP2X-Colem – port emulatora ColEm dla GP2X
    - PSPColem – port emulatora ColEm dla PSP

  - Virtual ColecoVision (Windows, Java)
- FM Towns Marty
  - UNZ
- Intellivision
  - Bliss (Windows)
  - jzIntv
    - GP2X-Int (port emulatora jzIntv dla GP2X)
    - PSPInt (port emulatora jzIntv dla PSP)

  - Nostalgia
- Neo Geo CD
  - Nebula
  - NeoCD (DOS)
    - NeoCD/SDL
      - Neo4All (port emulatora NeoCD/SDL dla DC)
      - NeoCD/PS2 (port emulatora NeoCD/SDL dla PS2)
      - NeoCD/SDL DC (port emulatora NeoCD/SDL dla DC)
        - NeoDC

      - NeoCD/SDLx (port emulatora NeoCD/SDL dla Xboxa)
        - neocdsdlx unleashed

  - NeoGeo CDZ
  - NeoRaine
- NES
  - amphetamines
  - basicNES 2000
  - DotNES
  - DragoNes (DOS)
  - DRR-NES
  - EmilNES
  - FakeNES
  - FCE
    - FCE Ultra (Windows)
      - FCE Ultra mappers modified
      - FCEUXD SP
      - gpfce (port emulatora FCE Ultra dla GP2X)

  - G-NES
  - HyNES
  - imbNES (PlayStation)
  - iNES
  - InfoNES
  - JaneNES
  - Jnes
  - LazyNES
  - ManiacNES
  - MarioNES
    - 80five

  - Mednafen
  - NESA
    - tNES

  - NesBr
  - NESCafe
  - Nes-Lord
  - Nessie
  - nester
    - NesterDS (port emulatora nester dla Nintendo DS)

  - nesterJ
  - Nestopia
  - NEStron
  - NEZulator
  - Nintendulator (Windows)
  - NNNesterJ
  - No$nes
  - nofrendo
  - olafnes (Windows)
  - Reminesce
  - RockNES
  - Sega Li
  - SharpNES
  - shatbox
  - TextNES
  - UberNES
  - uNESsential
  - unofficial nester
  - VirtuaNES
  - vNES
  - Vortendo
  - WinNES
- Nintendo 64
  - 1964
  - Daedalus
  - Mupen64
    - Mupen64K

  - Nemu64
  - Project64
  - Project Unreality
  - sixtyforce (Mac OS X)
  - TR64
  - UltraHLE
- Nintendo GameCube
  - Dolphin
  - Dolwin
  - GCEmu
  - Gcube
  - Gekko
  - Ninphin
  - WhineCube
- Nintendo Switch
  - yuzu
  - Ryujinx
- Odyssey
  - ODYEMU
- Odyssey²
  - O2EM
- Philips CD-i
  - CD-ice
  - CD-i Emulator
- RCA Studio II
  - STEM
- Sega Dreamcast
  - Chankast
    - Chankast EX

  - dcemu
  - DEmul
  - Dreamemu
  - Dreamer
  - Icarus
  - lxDream (Linux)
  - Makaron
  - nullDC
  - Swirly
- Sega Genesis
  - DGen (Windows, Linux, Mac)
  - DGen/SDL (Linux, FreeBSD, BeOS, Mac OS X)
  - Genecyst
  - Genesis Plus (Linux, Windows, Mac OS X, Sega Dreamcast, Nintendo GameCube)
  - Gens (Windows, Linux)
  - Kega
  - KGen
  - PicoDrive (RISC OS, Symbian s60 i UIQ)
- Sega 32X
  - Kega Fusion
- Sega Master System
  - Chasms
  - CrabEmu (Mac OS X)
  - Kega Fusion
  - MasterGear
  - MEKA
  - Wakalabis (Windows)
- Sega Saturn
  - A-SATURN
  - GiriGiri
    - Cassini

  - Hyperion
  - PC-Saturn
  - Project Titan
  - Satourne
  - Saturnin
  - SaturnTV
  - SSF
  - Yabause
- Sega SG-1000
  - blueMSX
- Sony PlayStation
  - AdriPSX
    - AdriPSX ILE

  - Bleem!
  - ePSXe
  - NeoPSX
  - PSEmu
    - PSEmu Pro

  - PSinex
  - pSX emulator
  - PSXeven
  - SOPE
  - SSSPSX
  - Virtual Game Station
- Sony PlayStation 2
  - EMUtion Engine
  - nSX2
  - PCSX2
  - PS2emu
- Sony PlayStation 3
  - RPCS3
- Super Cassette Vision
  - eSCV
- SNES
  - bsnes
  - Snes9x
  - SNEeSe
  - snesDS
  - SNEmul
    - SNEmulDS (port emulatora SNEmul dla Nintendo DS)

  - SNESGT
  - SquidgeSNES (GP2X)
  - ZSNES
- NEC PC-FX
  - MagicEngine-FX
  - Mednafen
- NEC Turbo Grafx 16
  - Hu6280
  - Hu-Go!
  - MagicEngine
  - Mednafen
  - Ootake
  - PC2E
  - TGEmu
  - xpce
- Microsoft Xbox
  - Cxbx
  - Xeon
- Vectrex
  - DVE (DOS)
  - InfoVectrex
  - MESS
  - ParaJVE
  - vecx
- Virtual Boy
  - Reality Boy
  - Red Dragon
    - VirtualBoyX (port emulatora Red Dragon dla konsoli Xbox)
    - XVBoy (port emulatora Red Dragon dla konsoli Xbox)

  - ViBE (Mac OS X)
  - Virtual-E
- Wii U
  - Cemu
  - Decaf-emu

## Konsole przenośne
- AdventureVision
  - MESS
- Atari Lynx
  - Handy (Windows)
  - Mednafen
  - MetaLynx (DOS)
- GP32
  - GeePee32
- Nintendo DS
  - DeSmuME
    - DSONPSP (Port emulatora DeSmuME dla konsoli PSP stworzony przez programistę Yoshihiro)

  - DSemu
  - Dualis
  - Ensata (oficjalny emulator firmy Nintendo dla deweloperów)
  - HyperDS
  - iDeaS
  - NeonDS
  - No$gba
- Nintendo Game Boy oraz Nintendo Game Boy Color
  - BasicBoy
  - BGB
  - GBXM (Windows)
  - gnuboy
  - jgbe (Java)
  - KiGB
  - Lameboy DS (Nintendo DS)
  - Liberty (Palm OS)
  - Mario
  - Meboy (Java)
  - NeoGameBoy
  - NO$GMB
  - Phoinix (Palm OS)
  - Virtual GameBoy
  - VisualBoyAdvance
  - Wzonka-Lad (Amiga)
- Nintendo Game Boy Advance
  - AGD
  - BATGBA
  - BoycottAdvance
  - BoycottAdvance Online
  - CowBite
  - Gebea
  - No$gba
  - PC Advance
  - VGBA
  - VisualBoyAdvance
    - PSPVBA (port emulatora VisualBoyAdvance dla PSP)
    - VBA-M
- Nintendo 3DS
  - Citra
- PlayStation Portable
  - Potemkin
  - PSP Player
  - JPCSP
  - PPSSPP
- Sega Game Gear
  - CrabEmu (Mac OS X)
  - Gizmo (PalmOS)
  - Kega Fusion
  - MasterGear
  - MEKA
- SNK Neo Geo Pocket i SNK Neo Geo Pocket Color
  - Koyote
  - NeoPocott
  - NeoPop
- Tiger Game.com
  - MESS
- Bandai WonderSwan
  - Cygne
  - Mednafen
  - OSwan
  - WonderScott Online
  - WSCamp
- Watara Supervision
  - Potator

## Komputery
- Acorn Archimedes
  - Archie
  - Arculator
  - Red Squirrel
- Acorn BBC Micro
  - 6502Em (RISC OS)
  - modelb (Windows)
  - BeebEm (Windows)
    - Mac BeebEm (port emulatora BeebEm dla Mac OS X)
    - PSPBEEB (port emulatora BeebEm dla PSP)

  - B-EM (Windows, DOS, Mac OS X)
- Acorn Electron
  - ElectrEm (Windows, DOS, UNIX/Linux, Mac OS X)
  - Elkulator (Windows, DOS)
- Acorn RISC OS
  - ArcEm (X Window System, Windows, RISC OS, Mac OS X)
  - Red Squirrel (Windows)
  - VirtualAcorn (Windows)
- Acorn Risc PC
  - RPCemu
- Amiga
  - WinFellow
  - Unix Amiga Emulator
  - E-UAE
  - WinUAE (Windows)
  - WHDLoad (Amiga)
  - PocketUAE (dla PocketPC z Windows Mobile)
- Amstrad CPC
  - Arnold (Windows, Mac, Linux)
  - CaPriCe32 (Windows)
    - GP2X-CAP32 (port emulatora CaPriCe32 dla GP2X)
    - PSPCAP32 (port emulatora CaPriCe32 dla PSP)

  - CoPaCabana
  - CPC++ (Mac OS X, Mac OS, Linux, Solaris)
  - CPC-em
  - CpcAlive (DOS)
  - CPCE
  - No$cpc
  - WinAPE (Windows 9x/ME/NT/2000/XP)
  - WinCPC
  - Xcpc (Linux)
- Amstrad PCW
  - JOYCE
- Apple II
  - AppleCE (Pocket PC)
  - Apple IIe Emulator (Windows)
  - Catakig emuluje Apple IIg
  - KEGS (Apple IIg
  - IIe (Macintosh)
  - PalmApple (PalmOS)
  - XGS/32 emuluje Apple IIgs (Windows)
- Atari XL/XE
  - Atari800Win PLus (Windows)
  - Atari800
    - Pocket Atari (port emulatora Atari800 dla Pocket PC)

  - Xformer
- Atari ST
  - Aranym
  - Castaway
    - CastCE (port emulatora Castaway dla Pocket PC)

  - Gemulator
  - Hatari
  - PaCifiST
  - SainT (emulator)
  - STEem Engine
  - STonX (X Window System)
  - WinSTon
- Commodore 64
  - A64 (Amiga)
  - CCS64
  - Come Back 64
  - Emu64
  - Frodo
  - Hoxs64
  - JaC64 (Java)
  - JME C64
    - JSwing C64

  - No$c64
  - OpenC64
  - PC64
  - VB64
  - VICE
  - Win64
- Commodore Plus/4
  - Commodore Plus/4 Emulator "Forever?"
  - plus4emu
  - Yape
    - GP2X-Yape (port emulatora Yape dla GP2X)
    - PSPYape (port emulatora Yape dla PSP)
- Enterprise 128
  - enter
    - ep32

  - ep128emu
- IBM PCjr
  - Tand-Em
- Intel x86
  - Bhole (Linux / Windows / Sega Dreamcast)
  - Bochs
  - DOSBox
  - DOSEMU (Linux)
  - QEMU
  - RealPC
  - Simics
  - VirtualBox
  - Virtual PC
  - VMware
  - Win@
- Korvet PEVM
  - Soviet PC
- Mac II/Quadra
  - Basilisk II
  - FUSION
  - Gemulator
  - Mace
- Macintosh Plus
  - vMac
- Macintosh Classic
  - Basilisk
- Macintosh
  - SoftMac
- MSX
  - blueMSX
  - BrMSX (DOS)
  - CJS MSX
  - fMSX
    - GP2X-MSX (port emulatora fMSX dla GP2X)
    - fMSX-PSP (port emulatora fMSX dla PSP)
    - fMSX-SDL
    - fMSXSO
    - paraMSX
    - PSPMSX (port emulatora fMSX dla PSP)

  - Java MSX Emulator (Java)
  - MESS
  - MSKISS
  - MSXPLAYer
  - NLMSX
  - No$msx
  - openMSX
  - PowerMSX
  - RedMSX
  - RuMSX
  - zodiac
- NEC PC-6001
  - iP6
    - iP6 Plus

  - PC6001V
  - PC6001VW
- NEC PC-88
  - M88
  - PC88EM
  - PC88WIN
  - QUASI88
  - W88
  - X88000
- NEC PC-88VA
  - 88VA Eternal Grafx
- NEC PC-98
  - Anex86
  - Neko Project II
  - T98-Next
  - Virtual 98
- SAM Coupé
  - SimCoupe
    - GP2X-SIM (port emulatora SimCoupe dla GP2X)
    - PSPSIM (port emulatora SimCoupe dla PSP)
- Sega SC-3000
  - blueMSX
- Sharp X68000
  - EX68
  - XM6
- Sinclair QL
  - Q-emuLator
  - QPC1
  - QPC2
  - QLAY (Windows 95, DOS, Linux)
    - QL2K (QLAY dla Windows 2000 oraz Windows XP)
- Sinclair ZX Spectrum
  - Ameba (DOS)
  - ArmZX (PalmOS 5)
  - ASp (Amiga)
  - Aspectrum
  - Bacteria (DOS)
  - DSP
  - EightyOne
  - EMUZ (DOS)
  - EmuZWin
  - FBZX (Linux)
  - FooN (GameBoy Advance)
  - Fuse
  - Jasper (Java)
  - Mac Spectacle
  - PSPectrum (PSP)
  - RealSpectrum
  - Speccy
  - SpeccyDS
  - Qaop (Java)
  - Warajevo
  - Z.com (DOS)
  - ZXDS (Nintendo DS)
  - ZXPalm (PalmOS)
  - zxsp (Mac OS X)
  - ZZ Spectrum
- Sinclair ZX-80 i ZX-81
  - z81
    - GP2X-ZX81 (port emulatora z81 dla GP2X)
    - PSPZX81 (port emulatora z81 dla PSP)
- Sony SMC-777
  - WinSMC
- Tandy 1000
  - Tand-Em
- Thomson TO7
  - Thom
    - GP2X-THOM (port emulatora Thom dla GP2X)
    - PSPTHOM (port emulatora Thom dla PSP)
- TRS-80 Color Computer
  - Mocha
  - TRS-80 Colour Computer Emulator

## Kalkulatory
- HP48
  - X48
    - PSPX48 (port emulatora X48 dla PSP)
- TI-92
  - TiEmu
  - TilEm
  - Virtual TI
  - XTiger
    - GP2X-TI92 (port emulatora XTiger dla GP2X)
    - PSPXTI (port emulatora XTiger dla PSP)

## Telefony komórkoweiPDA
- Siemens AG SMTK
- Apple Newton Einstein Project
- POSE (Palm OS Emulator)

## CPU
- DEC Alpha
  - QEMU
- ARM
  - QEMU
- Cris
  - QEMU
- DEC Alpha
  - FX!32
  - Simics
- IA-64
  - NUE
  - Simics
  - Ski
- MOS Technology 6502
  - A6502
  - M6502
- PowerPC
  - PearPC
- PowerPC64
  - QEMU
- m68k
  - Akiko
  - E-UAE
  - PocketUAE
  - UAE
  - WinUAE
- MIPS
  - QEMU
- SPARC
  - QEMU
- SPARC64
  - QEMU
- SH-4
  - QEMU
- x86
  - RealPC (Macintosh)
  - QEMU
  - Bochs
- x86-64 (EM64T)
  - QEMU

## Emulatory terminala Linuksa pod X-Window
- Konsole

## Inne
- Sony PocketStation
  - PKEmu
- Dreamcast VMU
  - SoftVMS
    - DirectVMS
- Windows
  - SoftWindows emuluje Windows
  - Virtual PC
  - OPEN COLINUX (uruchamia Linuksa pod Windows)